# Kenny Brokenburr
Kenneth "Kenny" Brokenburr, född den 29 oktober 1968, är en amerikansk före detta friidrottare som tävlade i kortdistanslöpning.
Brokenburrs främsta merit är att ingick tillsammans Tim Montgomery, Brian Lewis och Maurice Greene i det amerikanska stafettlaget på 4 x 100 meter vid olympiska sommarspelen 2000 i försöken. I finalen hade han och Montgomery ersatts av Jon Drummond och Bernard Williams. Laget vann olympiskt guld på tiden 37,61.[källa behövs]
Vid panamerikanska spelen 2003 erövrade han guldet på 200 meter.

## Personliga rekord
- 200 meter – 20,04 (från 16 april 2000) [1]
- 100 meter – 10,04 (från 12 juni 1997) [1]
- 60 meter – 6,52 (från 28 februari 1998) [1]
- 50 meter – 5,80 (från 9 januari 1999) [1]

## Resultatutveckling
| Årtal | 200 meter | 100 meter | 60 meter | 50 meter | Ref   |
| ----- | --------- | --------- | -------- | -------- | ----- |
| 2004  |           |           |          | 5,82     | [ 1 ] |
| 2003  | 20,25     | 10,11     |          |          | [ 1 ] |
| 2002  | 20,98     | 10,08     | 6,65     |          | [ 1 ] |
| 2001  | 20,75     | 10,13     |          |          | [ 1 ] |
| 2000  | 20,04     | 10,04     |          |          | [ 1 ] |
| 1999  | 20,30     | 10,34     | 6,57     | 5,80     | [ 1 ] |
| 1998  |           |           | 6,52     |          | [ 1 ] |
| 1997  |           | 10,04     |          |          | [ 1 ] |